# Heterotolyposporium piluliforme
Heterotolyposporium piluliforme är en svampart som först beskrevs av Miles Joseph Berkeley, och fick sitt nu gällande namn av Vánky 1997. Heterotolyposporium piluliforme ingår i släktet Heterotolyposporium och familjen Anthracoideaceae.   Inga underarter finns listade i Catalogue of Life.